# Gaultheria erecta
Gaultheria erecta är en ljungväxtart som beskrevs av Étienne Pierre Ventenat. Gaultheria erecta ingår i släktet Gaultheria och familjen ljungväxter. Inga underarter finns listade i Catalogue of Life.

## Bildgalleri

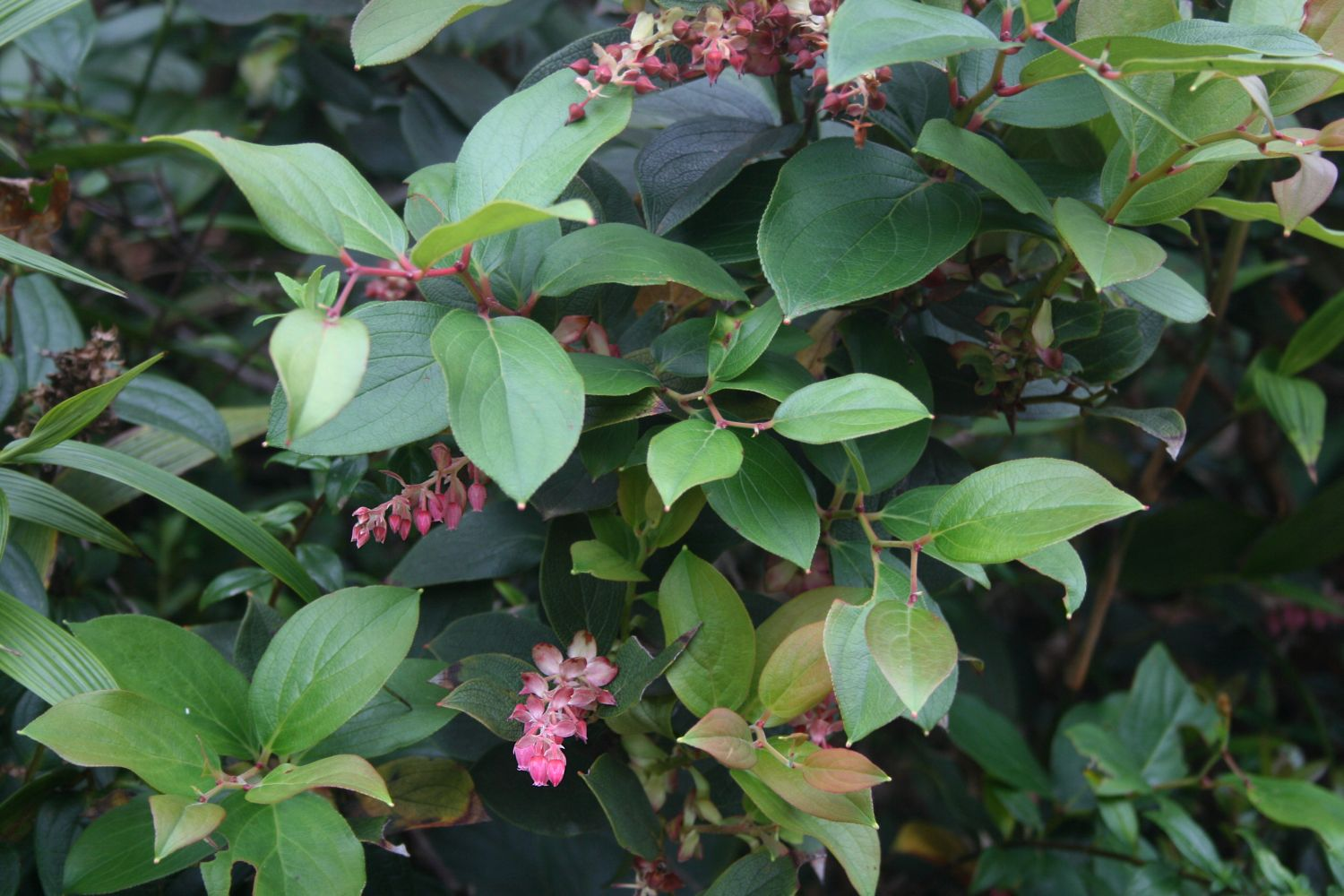
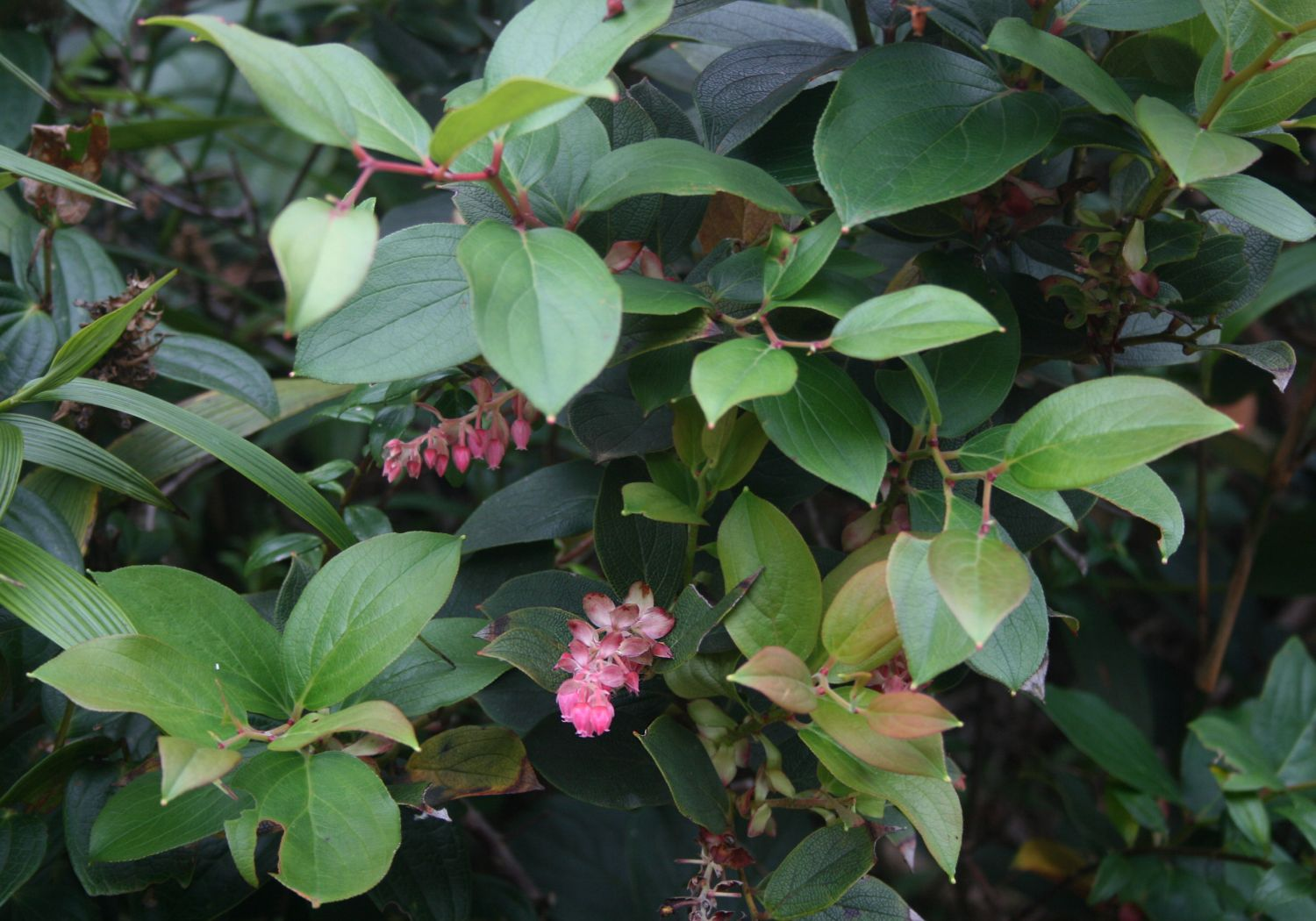
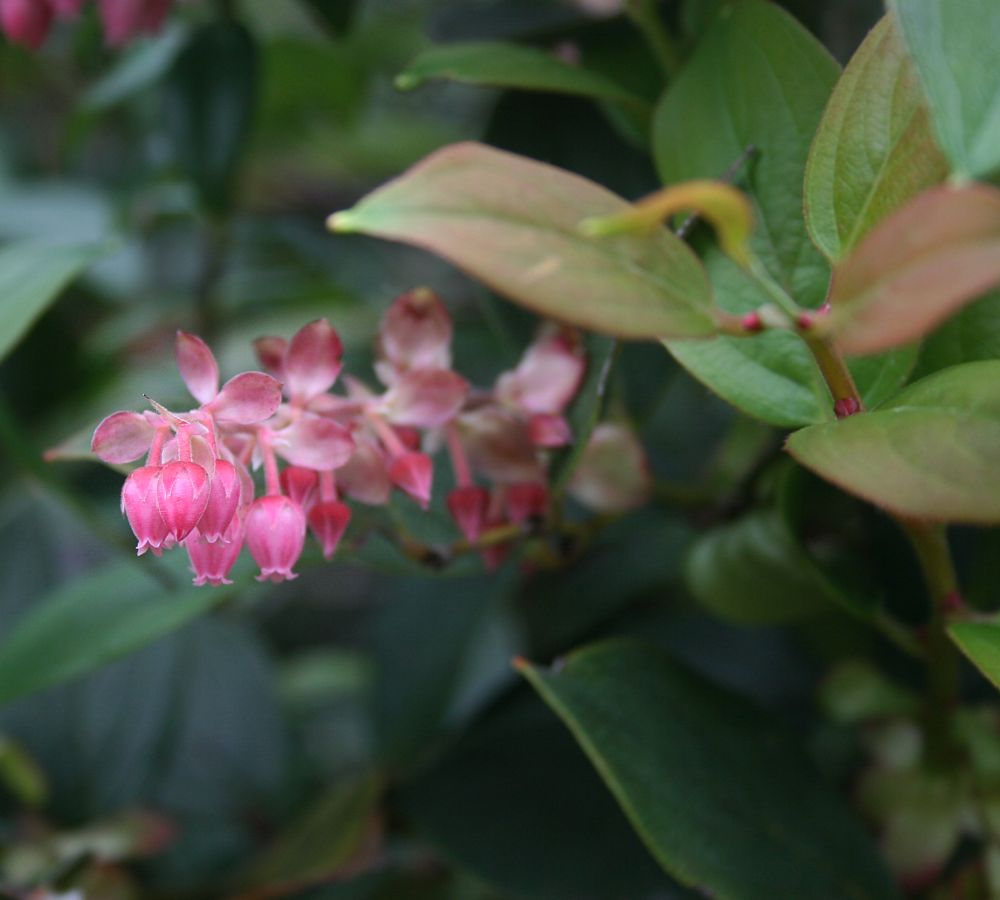